# Fat White Family
I Fat White Family sono un gruppo musicale
country, rock & roll, post-punk e di psichedelia nichilista formatosi a Peckam, South London nel 2011, vincitori del Philip Hall Radar Award nel 2014.

## Formazione
- Lias Saoudi - voce
- Nathan Saoudi - tastiere
- Adam Harmer - chitarra
- Saul Adamczewski - chitarra,voce
- Sam Toms batteria
- Adam Brennan basso
- Alex White tastiera, flauto traverso,sassofono

## Discografia

### Album
- 2013 - Champagne Holocaust (Trashmouth Records)
- 2014 - Crippled B-Sides And Inconsequential Rarities (autoprodotto)
- 2016 - Songs For Our Mothers (Without Consent)
- 2019 - Serfs Up!
- 2024 - Forgivness Is Yours